# Engelhardia spicata

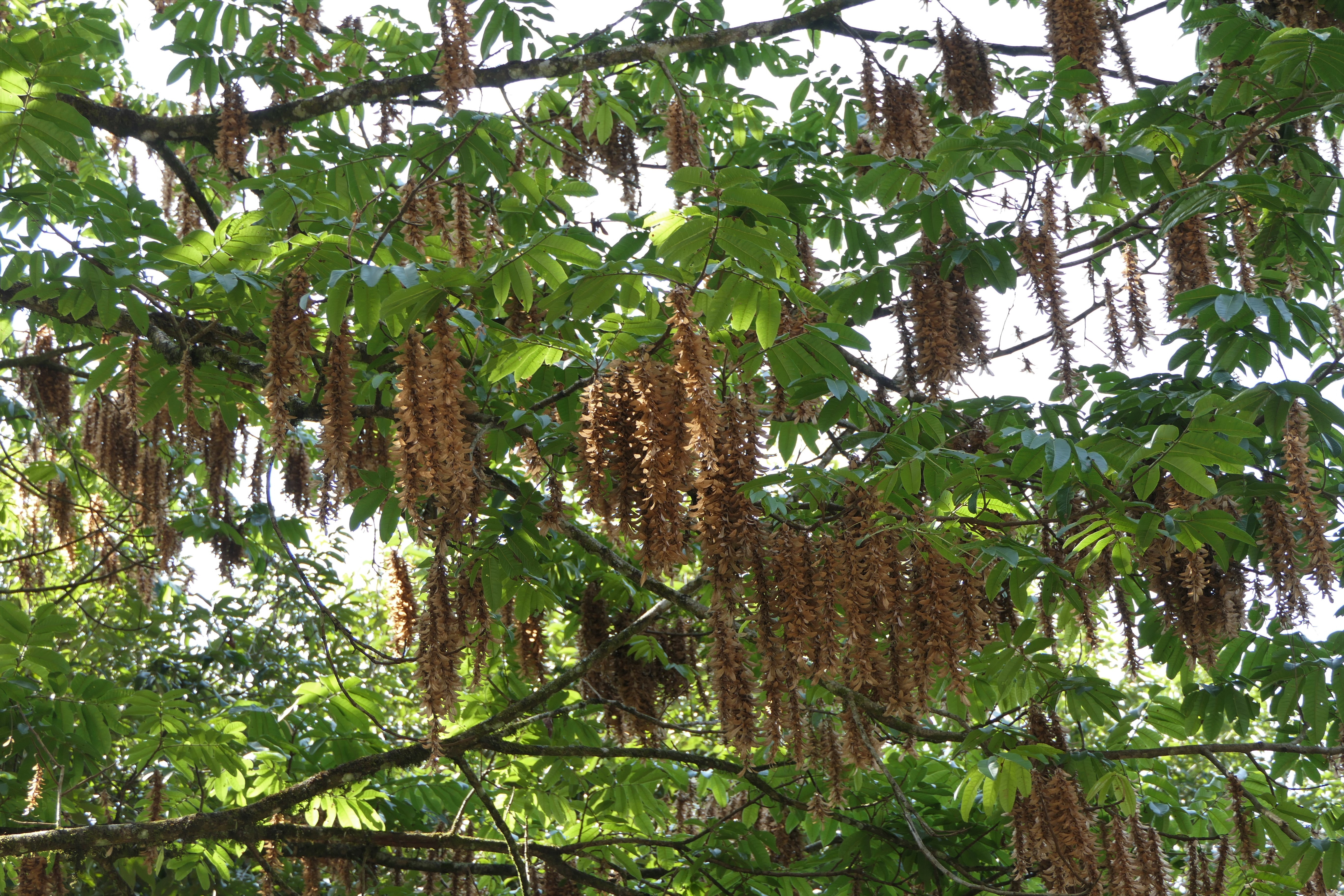
Fruchtstände und Blätter

Engelhardia spicata ist eine in Ost- und Südostasien vorkommende Baumart aus der Familie der Walnussgewächse (Juglandaceae).

## Beschreibung
Engelhardia spicata ist ein bis über 25 m hoch werdender, laubabwerfender bis immergrüner Baum mit gestielten, paarig, selten unpaarig gefiederten, 15 bis 35 cm langen Laubblättern. Die Rhachis ist kahl bis schuppig oder behaart. Der Blattstiel ist 2,5 bis 11,5 cm lang, kahl oder behaart. Die 4 bis 14 Fiederblättchen sind meist ganzrandig, sitzend oder gestielt, unterseits oft behaart, oberseits kahl bis feinborstig, an der Basis oft schräg spitz bis abgerundet oder leicht herzförmig, an der Spitze kurz bespitzt bis eingebuchtet oder stumpf bis spitz. An der Unterseite sitzen unauffällige Drüsenschuppen.
Engelhardia spicata ist meist einhäusig monözisch. Die ährigen, dichten Blütenstände erscheinen end- oder achselständig. Die kleinen, eingeschlechtlichen Blüten mit einfacher Blütenhülle und bis zu vierteiligem Perianth sind von einem dreiteiligen Vorblatt und zwei Deckblättern unterlegt. Die männlichen Blüten besitzen bis zu 13 Staubblätter mit borstigen Antheren, die weiblichen einen einkammerigen Fruchtknoten mit federigen Narbenästen. Blütezeit ist November bis April.
Die Früchte in oft langen hängenden, ährigen Fruchtständen sind kleine kugelige bis eiförmige, dreiflügelige, borstige Nüsse von 3 bis 6 mm Größe mit Perianth- und Narbenresten. Der mittlere Flügel ist 2,5 bis 3,5 cm lang, die seitlichen 1,5 bis 2 cm. Die Fruchtreife ist Jänner bis August (selten bis November).

## Verbreitung
Engelhardia spicata kommt in China, Pakistan, Indien, Nepal, Bhutan, Myanmar, Laos, Thailand, Vietnam, Indonesien, Malaysia und Philippinen vor. Er wächst in Wäldern an Berghängen oder in Tälern von Meeresniveau bis in 2100 Meter Höhe.

## Verwendung
Das Holz ist recht hart und mittelschwer.

## Belege
- Anmin Lu, Donald E. Stone & L. J. Grauke: Juglandaceae, in: Flora of China, Band 4, 1999, S. 277–285. Science Press, Beijing und Missouri Botanical Garden Press, St. Louis. (PDF; 153 kB).
- Flora Malesiana. Ser. I, Vol. 6, 1960, S. 145, 148, 151 f, online auf biodiversitylibrary.org.